# کاپیتول ایالت کلرادو

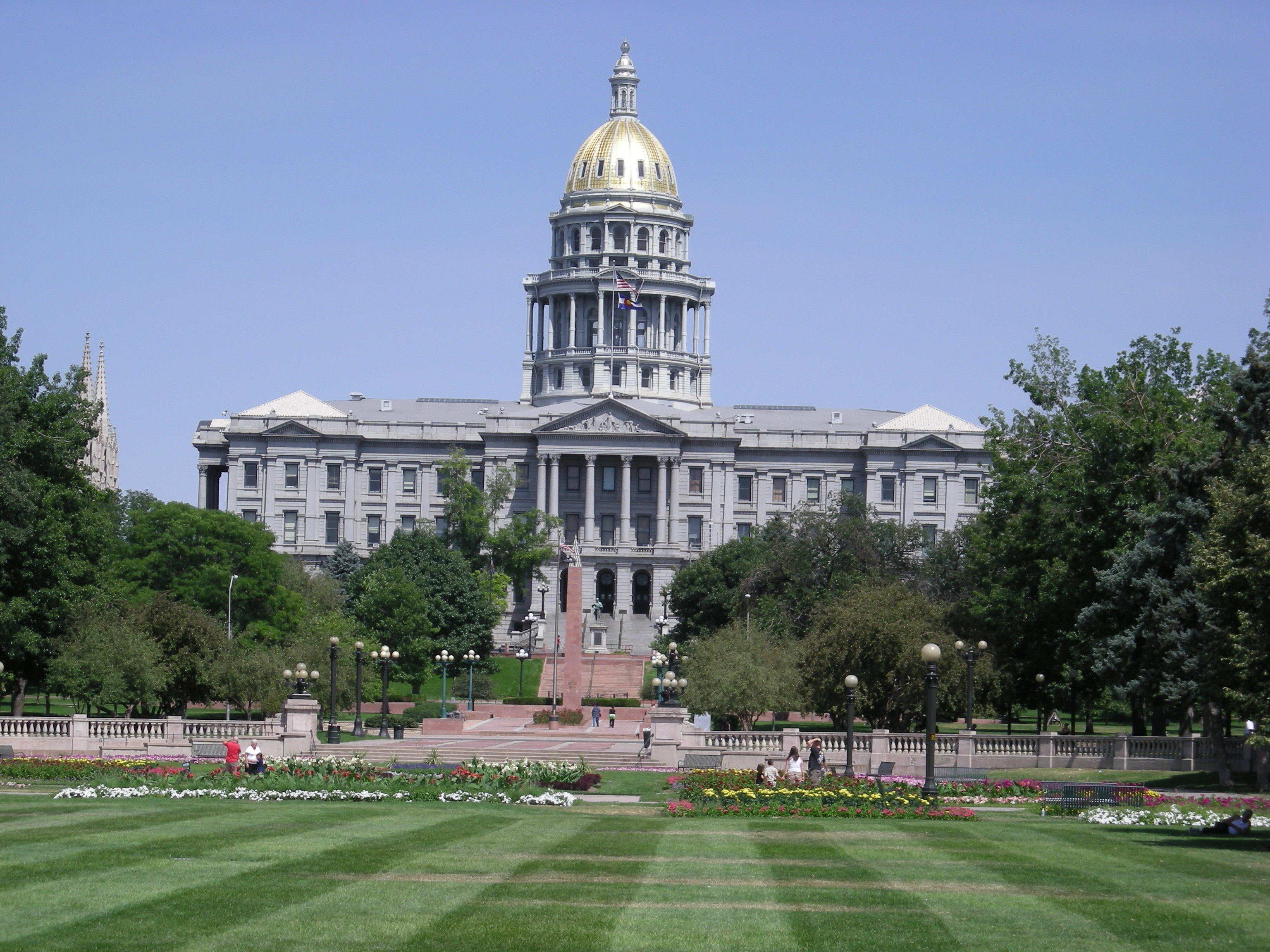

ساختمان پایتخت ایالت کلرادو (Colorado State Capitol) بنایی است که شاخه مقننه دولت کلرادو در آن قرار دارد.
معمار بنا الایا مایرز بوده و در سال ۱۸۹۰ ساخته شده 

و در دنور قرار دارد.
این بنای تاریخی هم خانه مجلس ایالت است و هم سنای ایالت.

## نگارخانه

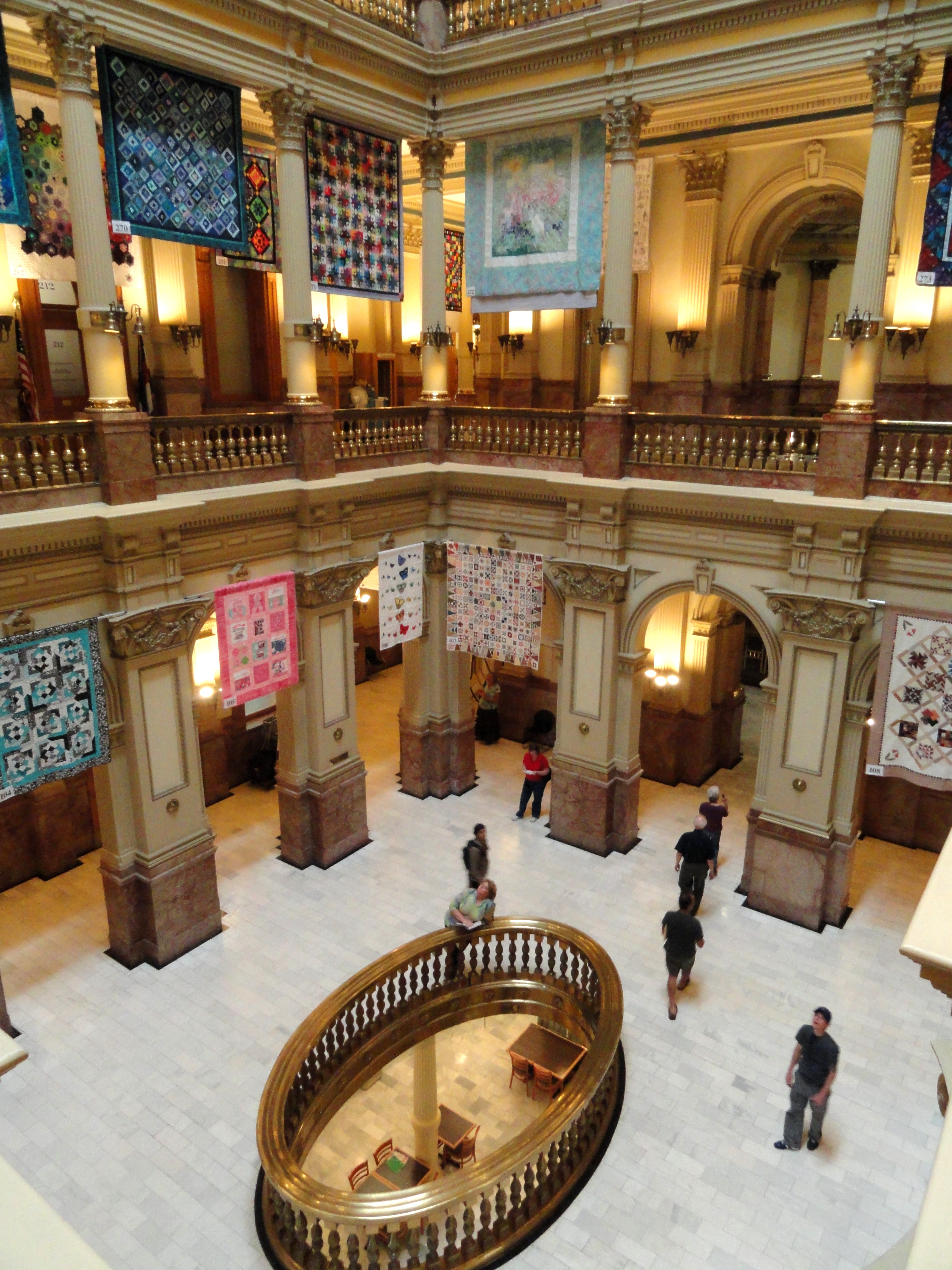
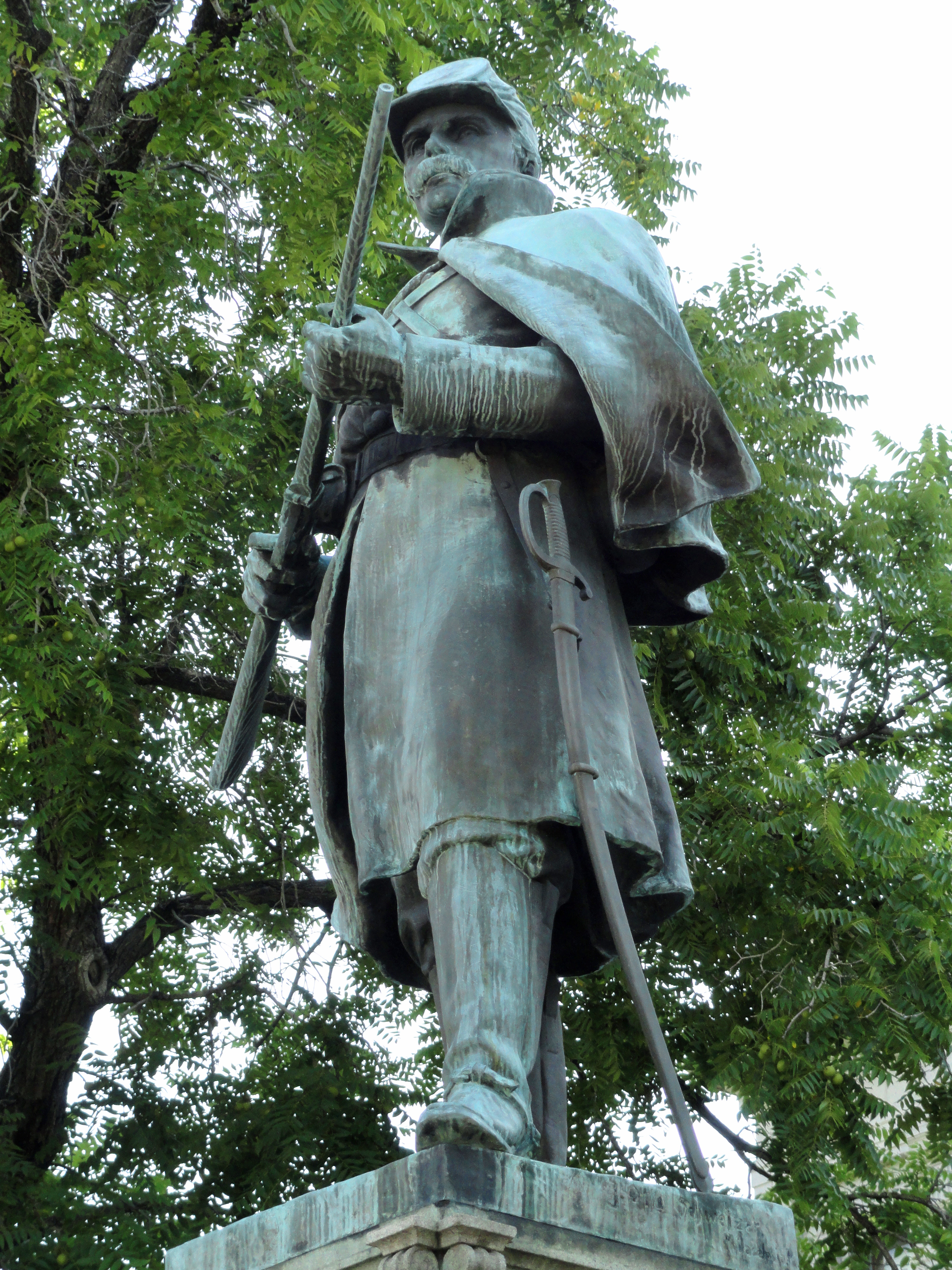
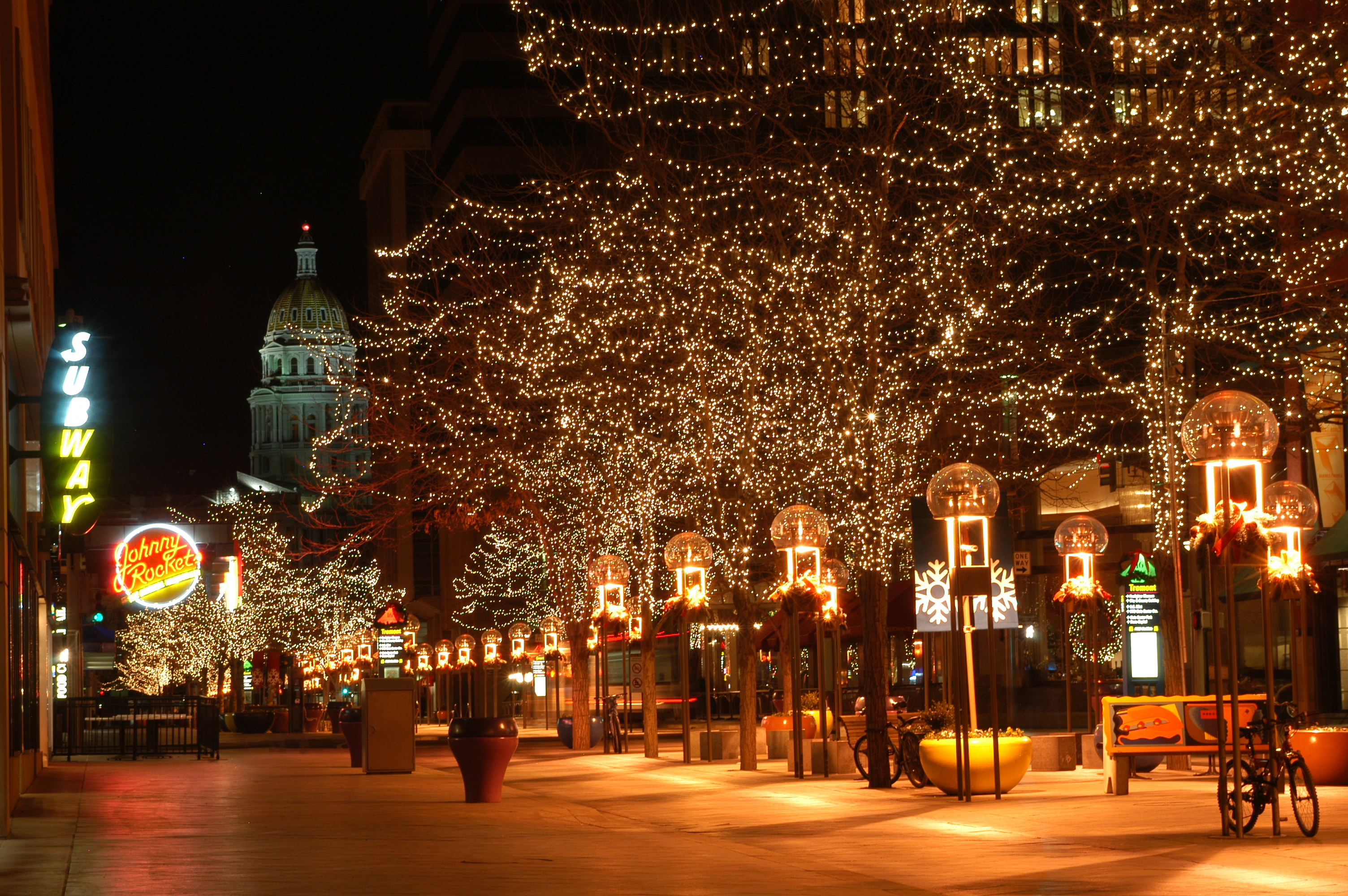
موقعیت در شهر
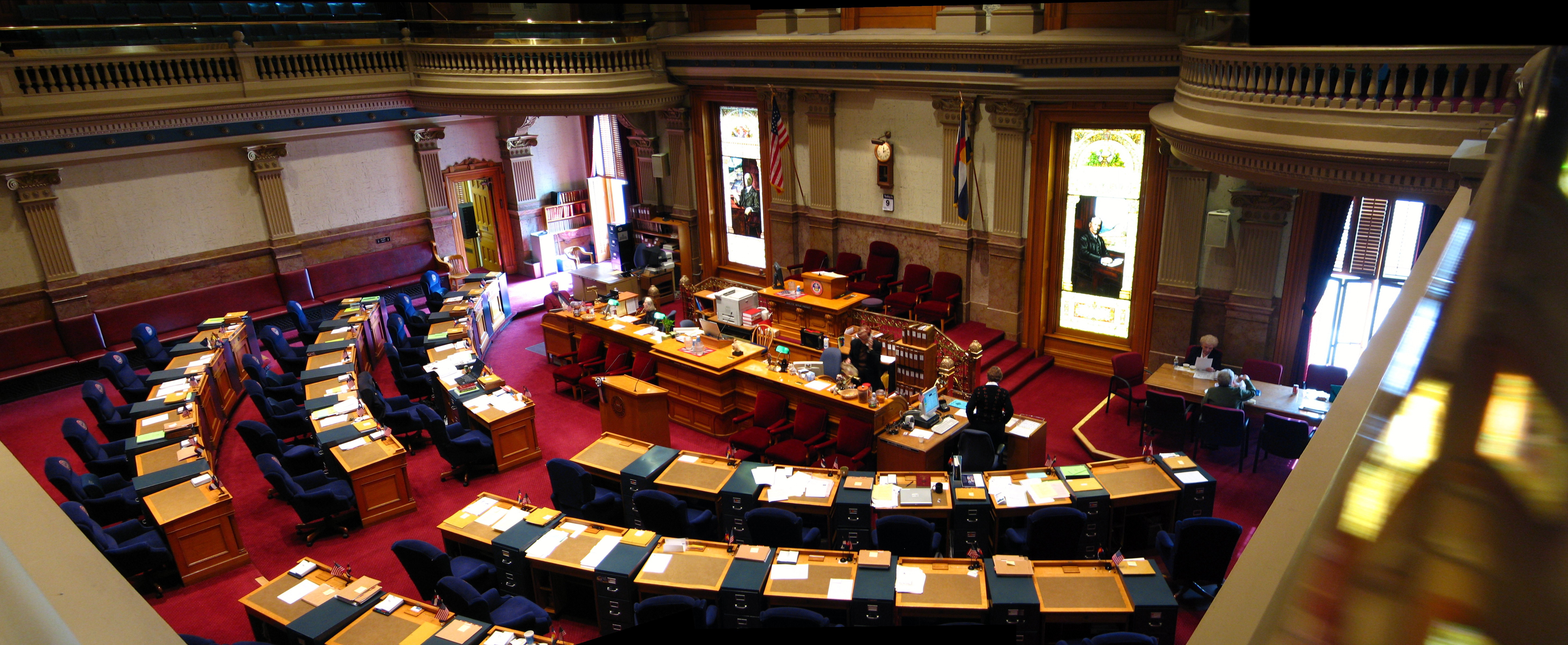
نمای سنا
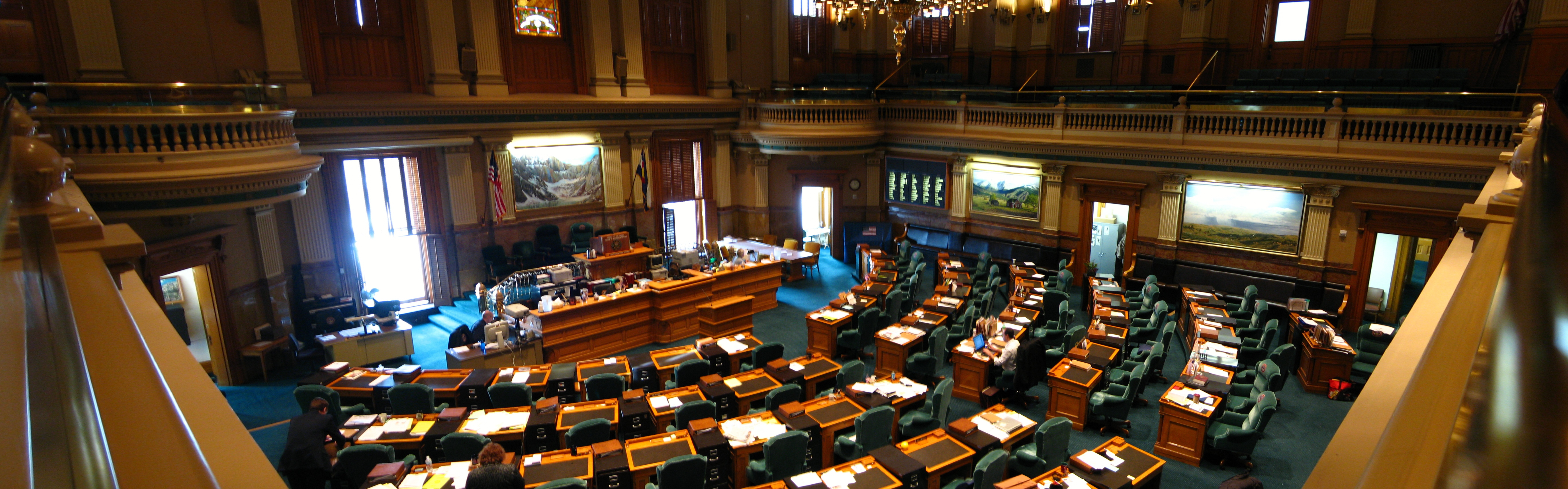
نمای مجلس نمایندگان
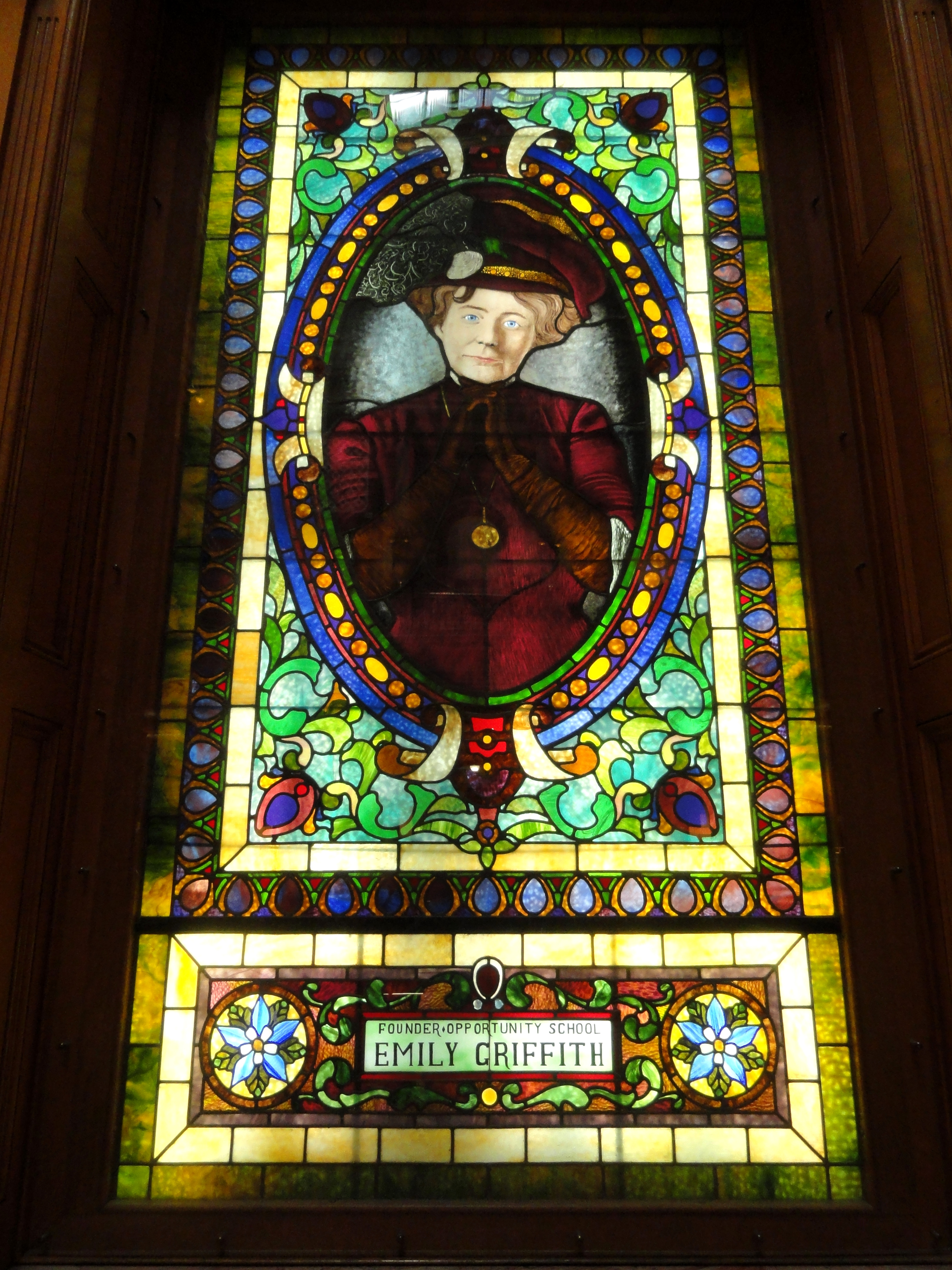
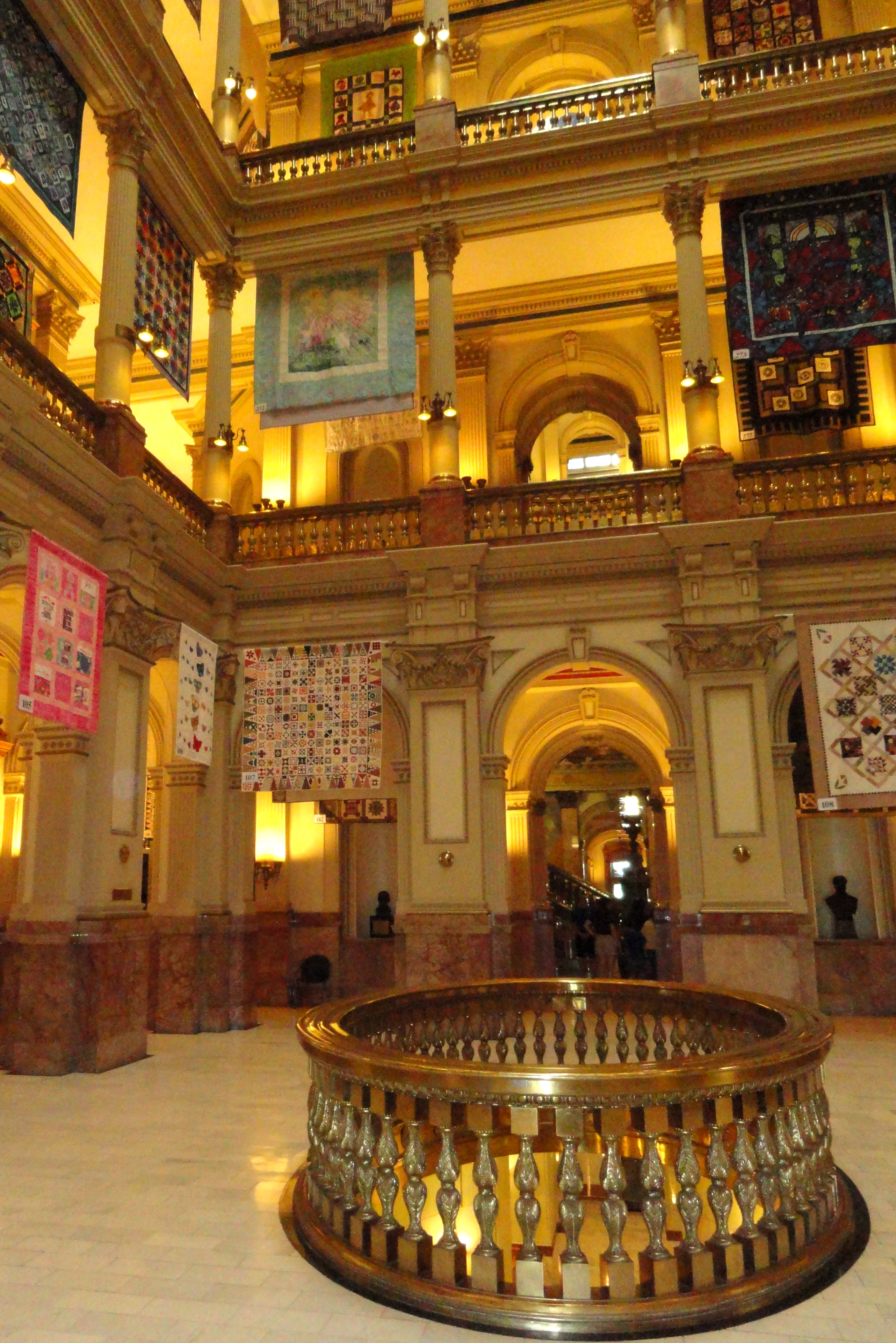
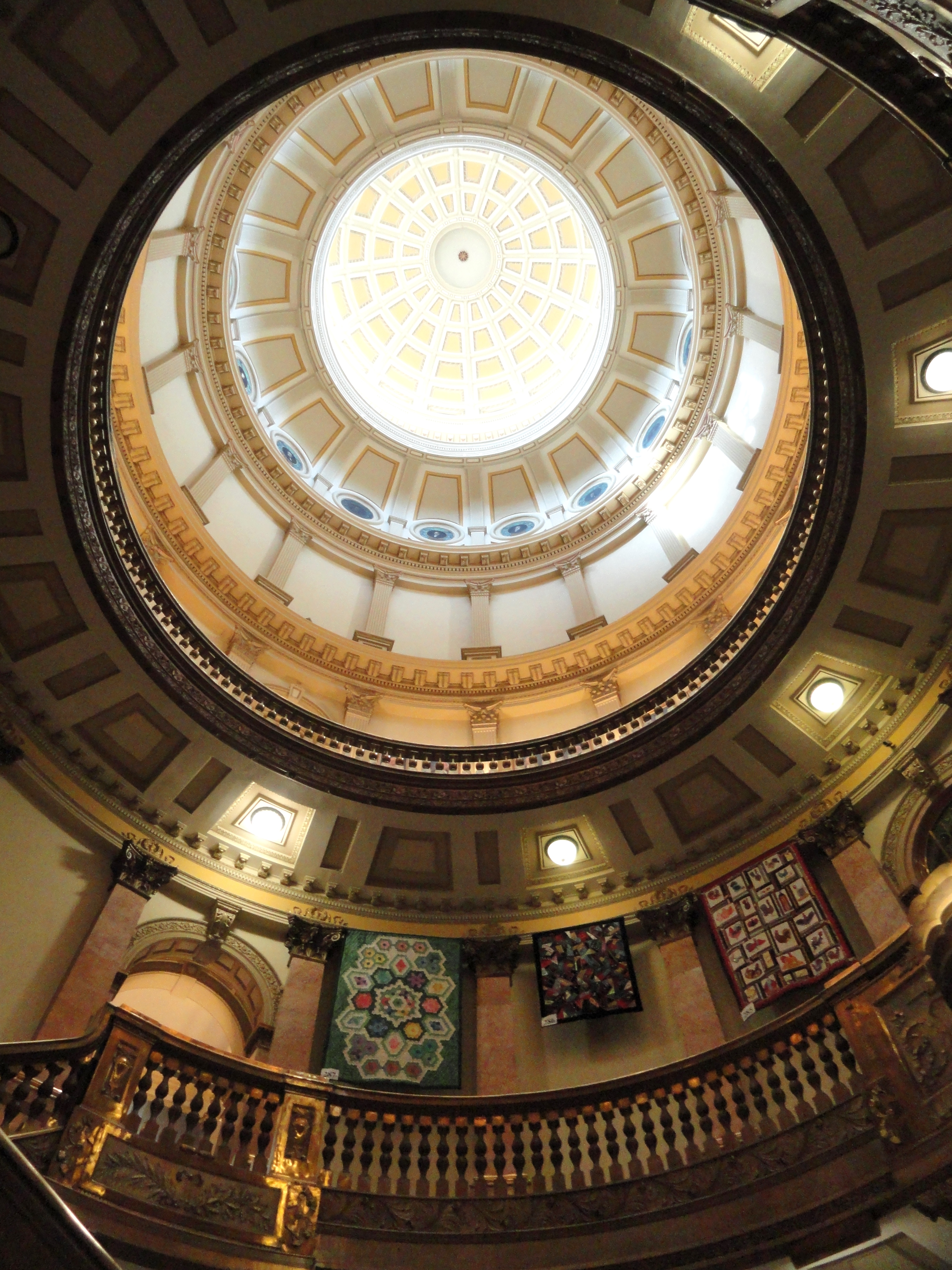
گنبد از داخل
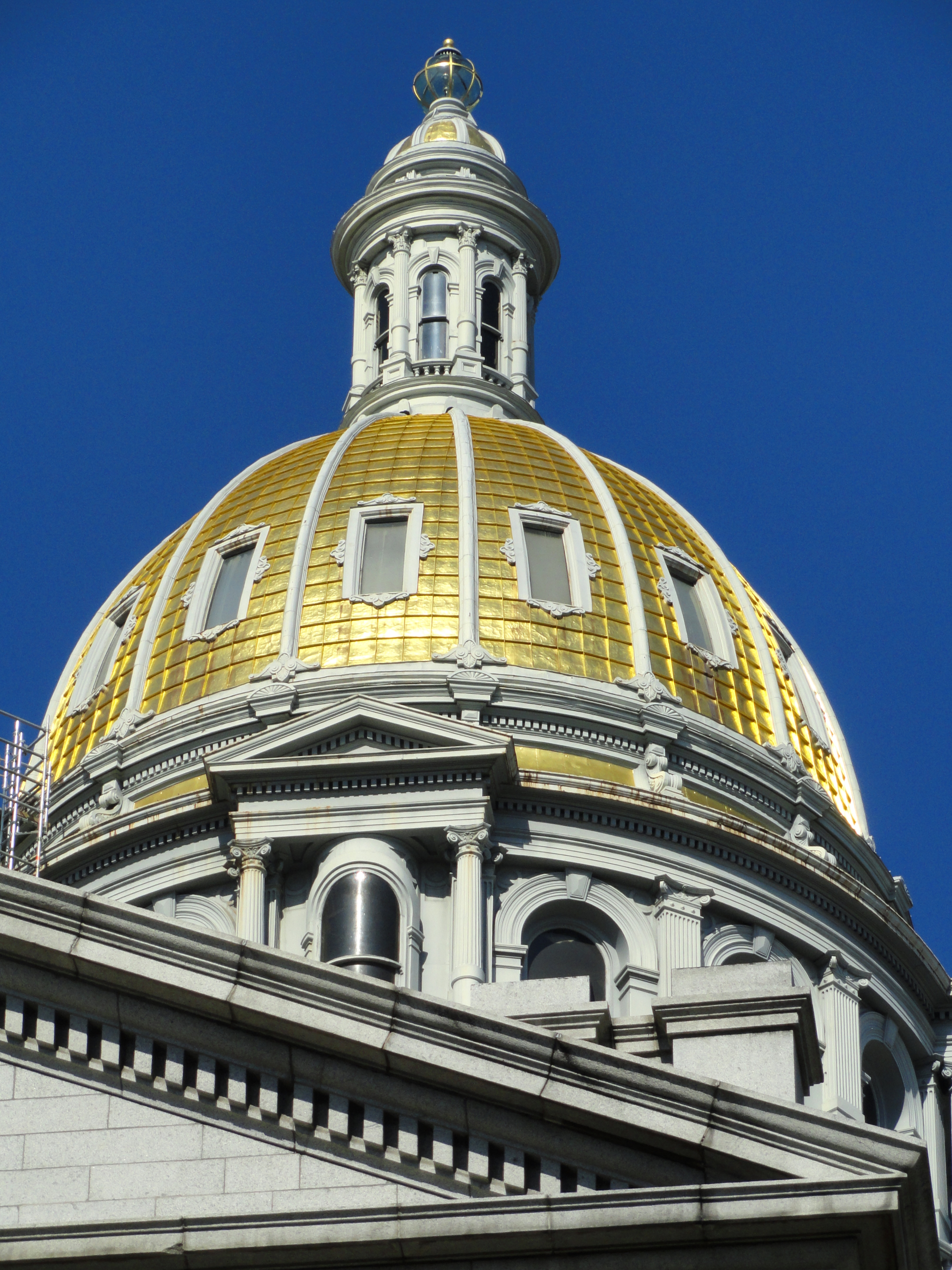
گنبد
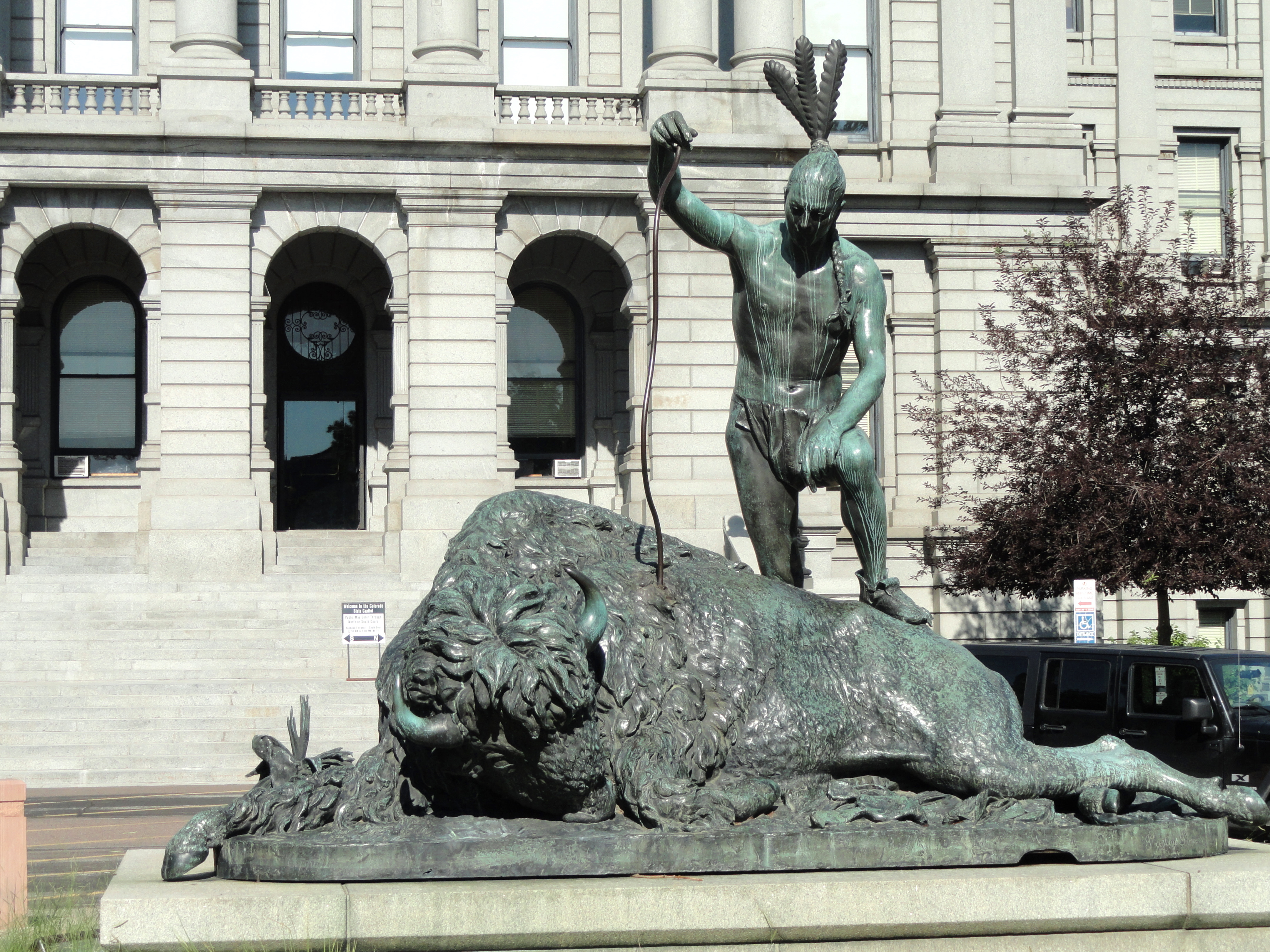